# Genistidium dumosum
Genre
Espèce
Genistidium dumosum est une espèce de plantes à fleurs dicotylédones de la famille des Fabaceae, sous-famille des Faboideae, originaire d'Amérique du Nord. C'est l'unique espèce acceptée du genre Genistidium (genre monotypique).